# Danh sách tiểu hành tinh: 24801–24900
| Tên                    | Tên đầu tiên | Ngày phát hiện       | Nơi phát hiện       | Người phát hiện                                  |
| ---------------------- | ------------ | -------------------- | ------------------- | ------------------------------------------------ |
| 24801 -                | 1994 PQ15    | 10 tháng 8 năm 1994  | La Silla            | E. W. Elst                                       |
| 24802 -                | 1994 PC16    | 10 tháng 8 năm 1994  | La Silla            | E. W. Elst                                       |
| 24803 -                | 1994 PP18    | 12 tháng 8 năm 1994  | La Silla            | E. W. Elst                                       |
| 24804 -                | 1994 PS31    | 12 tháng 8 năm 1994  | La Silla            | E. W. Elst                                       |
| 24805 -                | 1994 RL1     | 4 tháng 9 năm 1994   | Oizumi              | T. Kobayashi                                     |
| 24806 -                | 1994 RH9     | 12 tháng 9 năm 1994  | Kitt Peak           | Spacewatch                                       |
| 24807 -                | 1994 SS8     | 28 tháng 9 năm 1994  | Kitt Peak           | Spacewatch                                       |
| 24808 -                | 1994 TN1     | 2 tháng 10 năm 1994  | Kitami              | K. Endate, K. Watanabe                           |
| 24809 -                | 1994 TW3     | 8 tháng 10 năm 1994  | Palomar             | E. F. Helin                                      |
| 24810 -                | 1994 UE8     | 28 tháng 10 năm 1994 | Kitt Peak           | Spacewatch                                       |
| 24811 -                | 1994 VB      | 1 tháng 11 năm 1994  | Oizumi              | T. Kobayashi                                     |
| 24812 -                | 1994 VH      | 1 tháng 11 năm 1994  | Oizumi              | T. Kobayashi                                     |
| 24813 -                | 1994 VL1     | 4 tháng 11 năm 1994  | Oizumi              | T. Kobayashi                                     |
| 24814 -                | 1994 VW1     | 10 tháng 11 năm 1994 | Siding Spring       | G. J. Garradd                                    |
| 24815                  | 1994 VQ6     | 7 tháng 11 năm 1994  | Kushiro             | S. Ueda, H. Kaneda                               |
| 24816 -                | 1994 VU6     | 1 tháng 11 năm 1994  | Kitami              | K. Endate, K. Watanabe                           |
| 24817 -                | 1994 WJ      | 25 tháng 11 năm 1994 | Oizumi              | T. Kobayashi                                     |
| 24818 Menichelli       | 1994 WX      | 23 tháng 11 năm 1994 | San Marcello        | L. Tesi, A. Boattini                             |
| 24819                  | 1994 XY4     | 6 tháng 12 năm 1994  | Siding Spring       | R. H. McNaught                                   |
| 24820 -                | 1994 YK1     | 31 tháng 12 năm 1994 | Oizumi              | T. Kobayashi                                     |
| 24821 -                | 1995 BJ11    | 29 tháng 1 năm 1995  | Kitt Peak           | Spacewatch                                       |
| 24822 -                | 1995 BW11    | 29 tháng 1 năm 1995  | Kitt Peak           | Spacewatch                                       |
| 24823 -                | 1995 DC10    | 25 tháng 2 năm 1995  | Kitt Peak           | Spacewatch                                       |
| 24824                  | 1995 GL7     | 4 tháng 4 năm 1995   | Xinglong            | Chương trình tiểu hành tinh Bắc Kinh Schmidt CCD |
| 24825 -                | 1995 QB2     | 21 tháng 8 năm 1995  | Kitami              | K. Endate, K. Watanabe                           |
| 24826 -                | 1995 QN2     | 22 tháng 8 năm 1995  | Colleverde          | V. S. Casulli                                    |
| 24827 -                | 1995 RA      | 2 tháng 9 năm 1995   | Trạm Catalina       | T. B. Spahr                                      |
| 24828 -                | 1995 SE1     | 20 tháng 9 năm 1995  | Church Stretton     | S. P. Laurie                                     |
| 24829 -                | 1995 SH1     | 22 tháng 9 năm 1995  | Ondřejov            | L. Šarounová                                     |
| 24830 -                | 1995 ST3     | 20 tháng 9 năm 1995  | Kitami              | K. Endate, K. Watanabe                           |
| 24831                  | 1995 SX4     | 21 tháng 9 năm 1995  | Kushiro             | S. Ueda, H. Kaneda                               |
| 24832                  | 1995 SU5     | 25 tháng 9 năm 1995  | Xinglong            | Chương trình tiểu hành tinh Bắc Kinh Schmidt CCD |
| 24833 -                | 1995 SM21    | 19 tháng 9 năm 1995  | Kitt Peak           | Spacewatch                                       |
| 24834 -                | 1995 SY30    | 20 tháng 9 năm 1995  | Kitt Peak           | Spacewatch                                       |
| 24835                  | 1995 SM55    | 19 tháng 9 năm 1995  | Steward Observatory | N. Danzl                                         |
| 24836                  | 1995 TO1     | 14 tháng 10 năm 1995 | Xinglong            | Chương trình tiểu hành tinh Bắc Kinh Schmidt CCD |
| 24837 Mšecké Žehrovice | 1995 UQ1     | 22 tháng 10 năm 1995 | Kleť                | M. Tichý                                         |
| 24838 Abilunon         | 1995 UJ2     | 23 tháng 10 năm 1995 | Kleť                | M. Tichý                                         |
| 24839 -                | 1995 UE4     | 20 tháng 10 năm 1995 | Oizumi              | T. Kobayashi                                     |
| 24840 -                | 1995 UN8     | 27 tháng 10 năm 1995 | Oizumi              | T. Kobayashi                                     |
| 24841 -                | 1995 UY8     | 30 tháng 10 năm 1995 | Kitami              | K. Endate, K. Watanabe                           |
| 24842 -                | 1995 UQ46    | 20 tháng 10 năm 1995 | Caussols            | E. W. Elst                                       |
| 24843 -                | 1995 VZ      | 15 tháng 11 năm 1995 | Oizumi              | T. Kobayashi                                     |
| 24844 -                | 1995 VM1     | 15 tháng 11 năm 1995 | Kitami              | K. Endate, K. Watanabe                           |
| 24845 -                | 1995 VP17    | 15 tháng 11 năm 1995 | Kitt Peak           | Spacewatch                                       |
| 24846 -                | 1995 WM      | 16 tháng 11 năm 1995 | Oizumi              | T. Kobayashi                                     |
| 24847 Polesný          | 1995 WE6     | 16 tháng 11 năm 1995 | Kleť                | Kleť                                             |
| 24848 -                | 1995 WO41    | 28 tháng 11 năm 1995 | Kitt Peak           | Spacewatch                                       |
| 24849                  | 1995 WQ41    | 16 tháng 11 năm 1995 | Kushiro             | S. Ueda, H. Kaneda                               |
| 24850 -                | 1995 XA      | 1 tháng 12 năm 1995  | Farra d'Isonzo      | Farra d'Isonzo                                   |
| 24851 -                | 1995 XE      | 2 tháng 12 năm 1995  | Oizumi              | T. Kobayashi                                     |
| 24852 -                | 1995 XX4     | 14 tháng 12 năm 1995 | Kitt Peak           | Spacewatch                                       |
| 24853 -                | 1995 YJ      | 17 tháng 12 năm 1995 | Oizumi              | T. Kobayashi                                     |
| 24854 -                | 1995 YU      | 19 tháng 12 năm 1995 | Oizumi              | T. Kobayashi                                     |
| 24855                  | 1995 YM4     | 22 tháng 12 năm 1995 | Nachi-Katsuura      | Y. Shimizu, T. Urata                             |
| 24856 Messidoro        | 1996 AA4     | 15 tháng 1 năm 1996  | Cima Ekar           | U. Munari, M. Tombelli                           |
| 24857 -                | 1996 AH4     | 15 tháng 1 năm 1996  | Cima Ekar           | U. Munari, M. Tombelli                           |
| 24858 Diethelm         | 1996 BB1     | 21 tháng 1 năm 1996  | Ondřejov            | M. Wolf, P. Pravec                               |
| 24859 -                | 1996 BP11    | 24 tháng 1 năm 1996  | Kitt Peak           | Spacewatch                                       |
| 24860 -                | 1996 CK1     | 11 tháng 2 năm 1996  | Oizumi              | T. Kobayashi                                     |
| 24861 -                | 1996 DE1     | 22 tháng 2 năm 1996  | Sormano             | A. Testa, P. Ghezzi                              |
| 24862 Hromec           | 1996 DC3     | 27 tháng 2 năm 1996  | Modra               | P. Kolény, L. Kornoš                             |
| 24863 -                | 1996 EB      | 2 tháng 3 năm 1996   | Farra d'Isonzo      | Farra d'Isonzo                                   |
| 24864 -                | 1996 EB1     | 15 tháng 3 năm 1996  | Haleakala           | NEAT                                             |
| 24865 -                | 1996 EG1     | 15 tháng 3 năm 1996  | Haleakala           | NEAT                                             |
| 24866 -                | 1996 ER1     | 15 tháng 3 năm 1996  | Haleakala           | NEAT                                             |
| 24867 -                | 1996 EB7     | 11 tháng 3 năm 1996  | Kitt Peak           | Spacewatch                                       |
| 24868 -                | 1996 EY7     | 11 tháng 3 năm 1996  | Kitt Peak           | Spacewatch                                       |
| 24869 -                | 1996 FZ      | 18 tháng 3 năm 1996  | Haleakala           | NEAT                                             |
| 24870 -                | 1996 FJ1     | 19 tháng 3 năm 1996  | Haleakala           | NEAT                                             |
| 24871 -                | 1996 GV17    | 15 tháng 4 năm 1996  | La Silla            | E. W. Elst                                       |
| 24872 -                | 1996 GT19    | 15 tháng 4 năm 1996  | La Silla            | E. W. Elst                                       |
| 24873 -                | 1996 GG20    | 15 tháng 4 năm 1996  | La Silla            | E. W. Elst                                       |
| 24874 -                | 1996 HF14    | 17 tháng 4 năm 1996  | La Silla            | E. W. Elst                                       |
| 24875 -                | 1996 HX16    | 18 tháng 4 năm 1996  | La Silla            | E. W. Elst                                       |
| 24876 -                | 1996 HO19    | 18 tháng 4 năm 1996  | La Silla            | E. W. Elst                                       |
| 24877 -                | 1996 HW20    | 18 tháng 4 năm 1996  | La Silla            | E. W. Elst                                       |
| 24878 -                | 1996 HP25    | 20 tháng 4 năm 1996  | La Silla            | E. W. Elst                                       |
| 24879 -                | 1996 KO5     | 21 tháng 5 năm 1996  | Haleakala           | NEAT                                             |
| 24880 -                | 1996 OP      | 21 tháng 7 năm 1996  | Haleakala           | NEAT                                             |
| 24881 -                | 1996 PQ2     | 10 tháng 8 năm 1996  | Haleakala           | NEAT                                             |
| 24882 -                | 1996 RK30    | 13 tháng 9 năm 1996  | La Silla            | Uppsala-DLR Trojan Survey                        |
| 24883                  | 1996 VG9     | 13 tháng 11 năm 1996 | Xinglong            | Chương trình tiểu hành tinh Bắc Kinh Schmidt CCD |
| 24884 -                | 1996 XL5     | 7 tháng 12 năm 1996  | Oizumi              | T. Kobayashi                                     |
| 24885 -                | 1996 XQ5     | 7 tháng 12 năm 1996  | Oizumi              | T. Kobayashi                                     |
| 24886 -                | 1996 XJ12    | 4 tháng 12 năm 1996  | Kitt Peak           | Spacewatch                                       |
| 24887 -                | 1996 XT19    | 11 tháng 12 năm 1996 | Oizumi              | T. Kobayashi                                     |
| 24888 -                | 1996 XS23    | 8 tháng 12 năm 1996  | Trạm Catalina       | C. W. Hergenrother                               |
| 24889 -                | 1996 XU32    | 11 tháng 12 năm 1996 | Geisei              | T. Seki                                          |
| 24890 -                | 1996 XV32    | 4 tháng 12 năm 1996  | Cima Ekar           | U. Munari, M. Tombelli                           |
| 24891 -                | 1997 AT2     | 4 tháng 1 năm 1997   | Oizumi              | T. Kobayashi                                     |
| 24892 -                | 1997 AD3     | 4 tháng 1 năm 1997   | Oizumi              | T. Kobayashi                                     |
| 24893 -                | 1997 AK5     | 7 tháng 1 năm 1997   | Oizumi              | T. Kobayashi                                     |
| 24894 -                | 1997 AG8     | 2 tháng 1 năm 1997   | Kitt Peak           | Spacewatch                                       |
| 24895                  | 1997 AC13    | 9 tháng 1 năm 1997   | Nachi-Katsuura      | Y. Shimizu, T. Urata                             |
| 24896 -                | 1997 AT14    | 12 tháng 1 năm 1997  | Haleakala           | NEAT                                             |
| 24897 -                | 1997 AA17    | 13 tháng 1 năm 1997  | Haleakala           | NEAT                                             |
| 24898 Alanholmes       | 1997 AR17    | 14 tháng 1 năm 1997  | Farra d'Isonzo      | Farra d'Isonzo                                   |
| 24899 Dominiona        | 1997 AU17    | 14 tháng 1 năm 1997  | NRC-DAO             | G. C. L. Aikman                                  |
| 24900 -                | 1997 AZ17    | 15 tháng 1 năm 1997  | Oizumi              | T. Kobayashi                                     |